# Sri Aman (district)
Sri Aman is een district in de Maleisische deelstaat Sarawak.
Het district telt 67.000 inwoners op een oppervlakte van 3800 km².